# Walter Leak Steele
Walter Leak Steele (Rockingham, Carolina del Norte, 18 de abril de 1823 - Baltimore, Maryland, 16 de octubre de 1891) fue un congresista estadounidense de Carolina del Norte entre 1877 y 1881.
Nació cerca de Rockingham, en el condado de Richmond (Carolina del Norte), Steele se educó en escuelas públicas cercanas a su hogar, después en el Colegio Randolph-Macon en Ashland para luego estudiar en el colegio Wake Forest, y finalmente en la Universidad de Carolina del Norte en Chapel Hill, graduándose en 1844.
Steele fue elegido por periodos de 2 años para la Asamblea general de Carolina del Norte en 1846, 1848, 1850, y 1854; Participó en el Senado de Carolina del Norte, entre 1852 y 1858, en 1852, fue nombrado miembro del consejo de la Universidad de Carolina del Norte en Chapel Hill. Donde se mantuvo en el cargo hasta su muerte.
Delegado de la Convención Nacional Demócrata en 1860 en Charleston y Baltimore, Steele presidió la convención de estado de 1861, la cual pasó la orden de secesión al inicio de la guerra de Secesión. Steele estudió derecho y fue admitido en el cuerpo de abogados en 1865.
Steele fue elegido para el 45 y 46 congreso de los Estados Unidos, desde el 4 de marzo de 1877 hasta el 3 de marzo de 1881. Rechazó continuar en 1880 y se dedicó a la manufacturación de algodón y a la banca. 
Falleció en Baltimore en 1891 y está enterrado en el  Leak Cemetery cerca de Rockingham (Carolina del Norte).
- Datos: Q2545033